# فيلا (زلاغي الغربي)
فیلا (بالإنجليزية: Fila, Iran)‏ هي منطقة سكنية تقع في إيران في قسم زلاغي الغربي الریفي. يقدر عدد سكانها بـ 30 نسمة .